# Liste der Naturdenkmale im Amt Nord-Rügen
Die Liste der Naturdenkmale im Amt Nord-Rügen nennt die Naturdenkmale im Amt Nord-Rügen im Landkreis Vorpommern-Rügen in Mecklenburg-Vorpommern.

## Altenkirchen
| Bild | Nr. | Bezeichnung | Standort                                                   | Beschreibung | Schutzzweck | Verordnung |
| ---- | --- | ----------- | ---------------------------------------------------------- | ------------ | ----------- | ---------- |
| BW   |     | Weißdorn    | Drewoldke Zittkower Weg (54° 38′ 29″ N, 13° 22′ 47,7″ O)   |              |             |            |
| BW   |     | Weißdorn    | Drewoldke Zittkower Weg (54° 38′ 27,8″ N, 13° 22′ 47,2″ O) |              |             |            |

## Breege
In diesem Ort sind keine Naturdenkmale bekannt.

## Dranske
| Bild | Nr. | Bezeichnung | Standort                                 | Beschreibung | Schutzzweck | Verordnung |
| ---- | --- | ----------- | ---------------------------------------- | ------------ | ----------- | ---------- |
| BW   |     | Stieleiche  | Gramtitz (54° 39′ 22,9″ N, 13° 17′ 9″ O) |              |             |            |

## Glowe
| Bild                          | Nr.        | Bezeichnung          | Standort                                     | Beschreibung                                                                                        | Schutzzweck | Verordnung                                                         |
| ----------------------------- | ---------- | -------------------- | -------------------------------------------- | --------------------------------------------------------------------------------------------------- | ----------- | ------------------------------------------------------------------ |
| mehr Fotos \| Fotos hochladen |            | Stein                | Ruschvitz (54° 34′ 26,6″ N, 13° 30′ 24,3″ O) | |             |                                                                    |
| BW                            | fnd_vr_022 | Kreideufer Ruschvitz | (54° 34′ 32,2″ N, 13° 31′ 17″ O)             | Erste Festsetzung 1981, wertvolles Biotop, besondere geologische Bildung, wertvolle Pflanzenart(en) |             | Beschluss des Rates des Kreises Rügen Nr. 191/21-88 vom 06.10.1988 |

## Lohme
| Bild                          | Nr.        | Bezeichnung                                 | Standort                                     | Beschreibung                                                        | Schutzzweck | Verordnung                                                         |
| ----------------------------- | ---------- | ------------------------------------------- | -------------------------------------------- | ------------------------------------------------------------------- | ----------- | ------------------------------------------------------------------ |
| mehr Fotos \| Fotos hochladen |            | Stein                                       | Lohme (54° 35′ 6,9″ N, 13° 36′ 42,8″ O)      |                                                                     |             |                                                                    |
| mehr Fotos \| Fotos hochladen |            | Stein                                       | Nardevitz (54° 34′ 46,2″ N, 13° 34′ 9,1″ O)  |                                                                     |             |                                                                    |
| BW                            |            | Stein                                       | Nardevitz (54° 34′ 59,7″ N, 13° 34′ 46,9″ O) |                                                                     |             |                                                                    |
| BW                            |            | Mammutbaum                                  | Jägerhof (54° 33′ 44,6″ N, 13° 36′ 9,9″ O)   |                                                                     |             |                                                                    |
| BW                            | fnd_vr_027 | Riesenschachtelhalm-Vorkommen bei Nardevitz | (54° 34′ 48,4″ N, 13° 33′ 32″ O)             | Erste Festsetzung 1981, wesentlicher Grund der Ausweisung unbekannt |             | Beschluss des Rates des Kreises Rügen Nr. 191/21-88 vom 06.10.1988 |

## Putgarten
| Bild                          | Nr. | Bezeichnung  | Standort                                                | Beschreibung | Schutzzweck | Verordnung |
| ----------------------------- | --- | ------------ | ------------------------------------------------------- | ------------ | ----------- | ---------- |
| BW                            |     | Stein        | Varnkevitz (54° 40′ 57,8″ N, 13° 22′ 21,2″ O)           |              |             |            |
| mehr Fotos \| Fotos hochladen |     | Stein        | Arkona (54° 41′ 5,3″ N, 13° 25′ 41,6″ O)                |              |             |            |
| BW                            |     | Stein        | Arkona (54° 40′ 37,1″ N, 13° 26′ 16,6″ O)               |              |             |            |
| BW                            |     | Stein        | Arkona (54° 40′ 31″ N, 13° 26′ 10,5″ O)                 |              |             |            |
| BW                            |     | Rosskastanie | Putgarten, Dorfstraße (54° 40′ 25,5″ N, 13° 25′ 6,8″ O) |              |             |            |

## Sagard
| Bild | Nr.        | Bezeichnung                                      | Standort                                    | Beschreibung | Schutzzweck | Verordnung                                                         |
| ---- | ---------- | ------------------------------------------------ | ------------------------------------------- | --- | ----------- | ------------------------------------------------------------------ |
| BW   |            | Sommerlinde                                      | Polkvitz (54° 32′ 58,2″ N, 13° 32′ 55,2″ O) | |             |                                                                    |
| BW   | fnd_vr_034 | Kreidebruch – Weiher und Trockenrasen Hoch Selow | (54° 33′ 13,7″ N, 13° 35′ 46,3″ O)          | Fläche 3 ha. Erste Festsetzung 1986, wertvolles Biotop, besondere geologische Bildung, besondere kulturhistorische Bedeutung |             | Beschluss des Rates des Kreises Rügen Nr. 204-32/86 vom 16.10.1986 |

## Wiek
In diesem Ort sind keine Naturdenkmale bekannt.